# 오늘부터 무해하게
《오늘부터 무해하게》는 매주 목요일 밤 10시 40분에 방송된 예능 프로그램이다.

## 기획 의도
자연에서 흔적 없이 머물며 탄소 제로(중립) 생활에 도전하는 필(必)환경 예능. 환경에 진심인 예능 초보 공효진X이천희X전혜진의 탄소 제로 생활 도전기

## 방송 시간
| 방송 채널 | 방송 기간                           | 방송 시간                    | 비고 |
| --------- | ----------------------------------- | ---------------------------- | ---- |
| KBS 2TV   | 2021년 10월 14일 ~ 2021년 12월 16일 | 매주 목요일 밤 10:40 ~ 11:50 |      |

## 출연진
| 출연진 | 이천희, 전혜진 (부부) |
| 출연진 | 공효진                |

## 특별출연
- 엄지원
- 김해준
- e사 직원